# McCallsburg
McCallsburg är en ort i Story County i Iowa. Vid 2010 års folkräkning hade McCallsburg 333 invånare.